# Lu Chuanzan
Lu Chuanzan (chinesisch 吕传赞; * September 1932 in Muping, Provinz Shandong; † 16. April 2018) war ein chinesischer Politiker der Kommunistischen Partei Chinas (KPCh), der unter anderem zwischen 1993 und 1998 Vorsitzender des Ständigen Ausschusses des Volkskongress der Provinz Hebei sowie von 1998 bis 2003 Vorsitzender des Provinzkomitees der Politischen Konsultativkonferenz des chinesischen Volkes in Hebei war.

## Leben
Lu Chuanzan, Angehöriger des Han-Volkes, nahm nach dem Schulbesuch im Mai 1947 eine berufliche Tätigkeit auf und wurde im Juni 1955 Mitglied der KPCh. 1957 schloss er 1957 ein Studium an der Fakultät für Politische Ökonomie der Renmin-Universität China in Peking ab und lehrte im Anschluss zwischen 1957 und 1966 als Lektor  am Pekinger Petroleum Institut, der heutigen Chinesischen Universität für Erdölwesen in Peking. Während der Kulturrevolution war er von 1966 bis 1978 stellvertretender Sektionschef in der Abteilung für internationale Beziehungen des Zentralkomitees (ZK der KPCh) und danach zwischen 1978 und 1983 stellvertretender Direktor, Direktor und schließlich Präsident des Instituts für Bauwesen in Hebei sowie zugleich stellvertretender Sekretär des Parteikomitees dieses Instituts.
Daraufhin fungierte Li von 1983 bis 1986 in Personalunion als Generalsekretär des Provinzkomitees der KPCh von Hebei, als Direktor der Kommission für Wissenschaft und Technologie sowie als Mitglied des Ständigen Ausschusses dieses Provinzparteikomitees. Er war ferner in der sechsten, siebten und achten Legislaturperiode zwischen 1993 und 1998 Deputierter des Nationalen Volkskongresses. Ferner übernahm er von 1986 bis 1993 die Funktion als stellvertretender Sekretär des Provinzkomitees der KPCh von Hebei und war als solcher Stellvertreter des damaligen Parteisekretär der Provinz Hebei, Xing Chongzhi. Nachdem er als Nachfolger von Guo Zhi zwischen dem 18. Mai 1993 und seiner Ablösung durch Cheng Weigao am 18. Januar 1998 Vorsitzender des Ständigen Ausschusses des Volkskongress der Provinz Hebei war, fungierte er als Nachfolger von Li Wenshan vom 13. Januar 1998 bis zu seiner Ablösung durch Zhao Jinduo am 15. Januar 2003 als Vorsitzender des Provinzkomitees der Politischen Konsultativkonferenz des chinesischen Volkes (PKKCV) in Hebei. Zugleich war er in der neunten Legislaturperiode zwischen 1998 und 2003 auch Mitglied des Nationalkomitees der PKKCV.